# Leo Nielsen
Carl Leo Holger Nielsen (5 de março de 1909 — 15 de junho de 1968) foi um ciclista dinamarquês e campeão olímpico em ciclismo de estrada.
Nos Jogos Olímpicos de 1928, em Amsterdã, Nielsen foi o vencedor e recebeu a medalha de ouro na prova de estrada por equipes, formando equipe com Orla Jørgensen e Henry Hansen. Foi o sétimo no contrarrelógio individual.
Nos Jogos Olímpicos de 1932, em Los Angeles, conquistou uma medalha de prata competindo na prova de estrada por equipes, junto com Frode Sørensen e Henry Hansen. Terminou em nono no contrarrelógio individual.